# جیمز آستین
جیمز آستین (انگلیسی: James Astin؛ زادهٔ ۱۶ اوت ۱۹۰۰) بازیکن فوتبال اهل بریتانیا است.
از باشگاه‌هایی که در آن بازی کرده‌است می‌توان به باشگاه فوتبال بری و باشگاه فوتبال برنلی اشاره کرد.